# Peter Sohren
Peter Sohren (auch Peter Sohr; * um 1630 in Elbing; † um 1692 ebenda) war ein deutscher Kirchenmusiker.

## Leben
Von 1665 an war er Kantor an der Heiligleichnamkirche und später auch Lehrer am Gymnasium in Elbing. Eine Zeit lang wirkte er in Dirschau. Er schuf 1668 die Melodie des Kirchenliedes Du Lebensbrot, Herr Jesu Christ von Johann Rist die heute mit dem Text Bis hierher hat mich Gott gebracht (EG 329) von  Ämilie Juliane Gräfin von Schwarzburg-Rudolstadt bekannt ist. Wichtig war seine Herausgabe eines großangelegten Evangelisch-Lutherischen Gesangbuches im Jahr 1683.

## Veröffentlichungen
- Als Herausgeber: Musicalischer Vorschmack / Der Jauchtzenden Seelen im ewigen Leben. Das ist: Neu=außgefärtigtes / vollständiges und mit Fleiß durchsehenes nützliches Evangelisch=Luthrisches Gesang=Buch: Darinnen Herrn D. Lutheri und aller anderer Geistreichen Gottseligen so wol Alten als Neuen Lehrer / wolgesetzte Gesänge / an der Zahl über 1100. Texten/in richtiger Ordnung befindlich / und mit Discant und Bass überzeichnet  / Allen Christlichen Hertzen ... neben ... einem Anhang Fest- und Sonntäglichen Collecten, durchs gantze Jahr / Und einem schönen Gebet-Buch / Ans Licht gegeben auch mit 32. Schrifftmässigen Sinnen-Bildern bezieret von Peter Sohren/Bestalten Cantore und Organ. der Evangelischen Christlichen Gemeine zum H. Leichnam in Elbing. Hamburg. Verlegt von Hinrich Völckers, Ratzeburg, 1683.link